# IC 3913
IC 3913 је спирална галаксија у сазвјежђу Береникина коса која се налази на листи објеката дубоког неба у Индекс каталогу.
Деклинација објекта је + 27° 17' 27" а ректасцензија 12h 56m 28,8s. Привидна величина (магнитуда) објекта IC 3913 износи 14,7 а фотографска магнитуда 15,4. IC 3913 је још познат и под ознакама MCG 5-31-12, CGCG 160-26, KUG 1254+275, PGC 44147.